# 李鳳 (定州)
李鳳（？—479年），北魏定州中山（今河北省定州市）人，魏孝文帝外祖父李惠的从弟。
李凤为定州刺史、安乐王拓跋长乐的主簿。太和三年（479年）拓跋长乐以罪赐死，当时卜筮者河间邢瓒卜辞说“长乐不轨，李凤为谋主”，李凤伏诛。只有李凤弟李道念与李凤子及兄弟之子都逃跑得免，后遇赦而出。太和十二年（488年），孝文帝将封爵外祖父家，李惠家族怕再遭杀戮，难于应命。只有李道念敢先见君，于是赐李凤子李屯爵柏人侯，李安祖浮阳侯，李兴祖安喜侯，李道念真定侯。